# Palmeira de Faro e Curvos
Palmeira de Faro e Curvos (oficialmente: União das Freguesias de Palmeira de Faro e Curvos) é uma freguesia portuguesa do município de Esposende com 11,04 km² de área e 3097 habitantes (censo de 2021). A sua densidade populacional é 280,5 hab./km².

## História
Foi constituída em 2013, no âmbito de uma reforma administrativa nacional, pela agregação das antigas freguesias de Palmeira de Faro e Curvos e tem a sede em Palmeira de Faro.

## Demografia
A população registada nos censos foi:
| Ano  | 0-14 Anos | 15-24 Anos | 25-64 Anos | > 65 Anos |
| 2001 | 705       | 470        | 1513       | 304       |
| 2011 | 582       | 466        | 1758       | 408       |
| 2021 | 408       | 412        | 1725       | 552       |

À data da junção das freguesias, a população registada no censo anterior (2011) foi:
| Freguesia atual           | Freguesia atual  | Freguesia atual | Freguesias antigas | Freguesias antigas | Freguesias antigas |
| Freguesia                 | População (2011) | Área (km²)      | Freguesia          | População (2011)   | Área (km²)         |
| ------------------------- | ---------------- | --------------- | ------------------ | ------------------ | ------------------ |
| Palmeira de Faro e Curvos | 3097             | 11,04           | Palmeira de Faro   | 2403               | 6,76               |
| Palmeira de Faro e Curvos | 3097             | 11,04           | Curvos             | 811                | 4,29               |